# The Harvard Crimson
The Harvard Crimson — щоденна студентська газета Гарвардського університету і була заснована в 1873 році. Це єдина щоденна газета в Кембриджі (штат Массачусетс), яку ведуть студенти Гарвардського коледжу. Газетою керує некомерційна організація The Trustees of The Harvard Crimson.